# Ust-Kansky (huyện)
Huyện Ust-Kansky (tiếng Nga: ? райо́н) là một huyện hành chính tự quản (raion), của Cộng hòa Altai, Nga. Huyện có diện tích 6151 kilômét vuông, dân số thời điểm ngày 1 tháng 1 năm 2000 là 16200 người. Trung tâm của huyện đóng ở Ust-Kann.